# Ischnodora angustula
Ischnodora angustula là một loài bọ cánh cứng trong họ Cerambycidae.